# Undun
Der Undun (indonesisch Danau Undun) ist ein See auf der indonesischen Insel Roti in der Provinz Ost-Nusa Tenggara, auf den Kleinen Sundainseln.

## Geographie
Der Undun liegt im Distrikt Landu Leko (Regierungsbezirk Rote Ndao) auf der Halbinsel Tapuafu, die den Norden der Insel Roti bildet. Westlich befindet sich der größere Salzsee Usipoka.

## Fauna
Nur noch am Undun und am südlich des Usipoka gelegenen Sees Oendui finden sich letzte Exemplare der Chelodina mccordi roteensis, einer Unterart der McCords Schlangenhalsschildkröte. Das Vorkommen der Unterart ist aufgrund starker Verfolgung nur noch auf die Umgebung der beiden Seen beschränkt und steht auch hier kurz vor der Ausrottung. Auf Roti wird von Forschern eindringlich ein Schutzgebiet gefordert, zum Beispiel auf der Halbinsel Tapuafu mit den Seen Usipoka, Undun und Oendui und den umliegenden, unberührten Feuchtgebieten von Tanjung Pukuwatu. Da dieses Gebiet eine hohe Biodiversität aufweist, könnten hier der Wissenschaft noch unbekannte Tierarten vorkommen.